# Sultartangalón
Het meer Sultartangalón ligt in het IJslandse binnenland ten noorden van de vulkaan Hekla. Het is een stuwmeer in de rivier Þjórsá dat door meerdere krachtcentrales gebruikt wordt, waaronder de Hrauneyjar, Búrfells-Virkjun en Sultartangi centrales. Tussen 1982 - 1984 werd de stuwdam gebouwd. Het meer Sultartangarlón heeft een wateroppervlakte van ongeveer 20 km². De oude naam voor het gebied rond het huidige meer is Bláskógar (Blauwe woud) wat er op wijst dat hier vroeger een bos was. De Sprengisandur (weg nummer F 26) loopt langs het meer. De Háifoss waterval ligt niet zover van Sultartangarlón.